# Creusot Cyclisme
 (novembre 2018).
Le Creusot Cyclisme est une équipe cycliste basée au Creusot, en Saône-et-Loire.
L'équipe est créée en 1922, sous le nom de la Pédale Sportive Creusotine. Le club se spécialise alors uniquement sur le cyclisme sur piste. En 1961, le club se diversifie dans plusieurs disciplines. Il organise depuis 1965 la principale course du département : le Circuit de Saône-et-Loire.

## Effectif 2010
| Coureur              | Naissance  | Nationalité | Club 2009        |
| Christopher Agostini | 30/05/1989 | Français    | CR4C Roanne      |
| Guillaume Barillot   | 01/03/1990 | Français    | -                |
| Stéphane Bénetière   | 23/09/1976 | Français    | -                |
| Nicolas Bourdillat   | 11/12/1986 | Français    | -                |
| Anthony Bisceglia    | 02/01/1991 | Français    | -                |
| Emilian Broe         | 10/12/1986 | Français    | -                |
| Franck Brucci        | 21/05/1977 | Français    | -                |
| Baptiste Domanico    | 27/11/1990 | Français    | -                |
| Étienne Fedrigo      | 13/02/1990 | Français    | -                |
| Frédéric Finot       | 20/03/1977 | Français    | -                |
| Sylvain Georges      | 01/05/1984 | Français    | -                |
| Cyril Lecler         | 06/10/1984 | Français    | -                |
| Marius Louvet        | 19/02/1991 | Français    | VTT Givry        |
| Yannick Martinez     | 04/05/1988 | Français    | -                |
| Thibaud Raymond      | 21/10/1990 | Français    | -                |
| Blaise Sonnery       | 21/03/1985 | Français    | AG2R La Mondiale |
| Aurélien Stehly      | 21/10/1986 | Français    | -                |
| Frédéric Talpin      | 09/06/1981 | Français    | -                |

## Effectif 2009
| Coureur                | Naissance  | Nationalité | Club 2008              |
| Stéphane Bénetière     | 23/09/1976 | Français    | -                      |
| Nicolas Bourdillat     | 11/12/1986 | Français    | -                      |
| Loic Breugniot         | 12/09/1987 | Français    | -                      |
| Emilian Broe           | 10/12/1986 | Français    | -                      |
| Franck Brucci          | 21/05/1977 | Français    | -                      |
| Aymeric Brunet         | 24/01/1983 | Français    | -                      |
| Cédric Charles         | 08/07/1977 | Français    | -                      |
| David De Vecchi        | 15/08/1976 | Français    | -                      |
| Étienne Fedrigo        | 13/02/1990 | Français    | Paray-le-Monial        |
| Frédéric Finot         | 20/03/1977 | Français    | AC Sancoins            |
| Sylvain Georges        | 01/05/1984 | Français    | A-Style                |
| Lionel Joblot          | 07/08/1973 | Français    | -                      |
| Cyril Lecler           | 06/10/1984 | Français    | -                      |
| Yannick Martinez       | 04/05/1988 | Français    | -                      |
| Benoît Michel          | 30/11/1980 | Français    | -                      |
| Jean-Christophe Péraud | 22/05/1977 | Français    | -                      |
| Jean-Francis Pessey    | 26/05/1984 | Français    | VC Lyon-Vaulx-en-Velin |
| Frédéric Talpin        | 09/06/1981 | Français    | -                      |
| Anthony Thomas         | 23/11/1987 | Français    | VTT Givry              |

## Principales victoires
- 2004
  -  Championnat de Grande-Bretagne sur route espoirs
  -  Championnat de France de VTT espoirs
- 2009
  -  Championnat de France du contre-la-montre élites

## Principaux coureurs
- Frédéric Finot
- Dan Fleeman
- Robert Jankowski
- Jean-Christophe Péraud